# Chiesa di San Floriano (Canazei)
La chiesa di San Floriano Martire si trova a Canazei, in provincia ed arcidiocesi di Trento; fa parte della zona pastorale di Fiemme e Fassa ed è filiale della parrocchiale di Gries.

## Storia
La chiesa di San Floriano a Canazei fu costruita sulla fine del XVI secolo (il termine dei lavori è datato 1592). Il 21 gennaio 1595 il capomastro Battista da Ronco di Canazei fu incaricato di edificare la facciata della chiesa, che venne realizzata in breve tempo. L'edificio fu consacrato il 29 giugno 1603 dal vescovo Carlo Gaudenzio Madruzzo e nel 1607 venne costruita la sagrestia.
Nel 1818 la chiesa passò dalla diocesi di Bressanone a quella di Trento e, nel 1878, fu rifatto il tetto. L'anno successivo l'edificio fu ampliato prolungando la navata verso la carrozzabile. Sembra che nel 1888 la chiesa sia stata riconsacrata; venne danneggiata durante la prima guerra mondiale, il 6 ottobre 1915, da una granata e fu eretta a parrocchiale il 21 dicembre 1920. Questo titolo venne traslato il 30 agosto 1942 alla chiesa della borgata Gries e la chiesa divenne sussidiaria. In seguito a questo fatto l'edificio fu a mano a mano abbandonato sino all'apertura di un dibattito sulla sua eventuale demolizione. La questione venne risolta nel 1953 con la decisione da parte dei capifamiglia di preservare e restaurare la chiesa, che fu riportata alle dimensioni originali nel 1956 a causa dell'allargamento della strada antistante.
Tra il 1972 e il 1974 l'edificio nuovamente ristrutturato e, nel 1976, subì pochi e lievi danni dal terremoto del Friuli.